# The Karate Kid (film, 2010)
The Karate Kid (engelska: The Karate Kid) är en amerikansk-kinesisk film som hade biopremiär i USA den 11 juni 2010. Filmen, som är en nyinspelning av Karate Kid: Sanningens ögonblick från 1984, är regisserad av Harald Zwart.

## Handling
En 12-årig pojke, Dre Parker (Jaden Smith), flyttar tillsammans med sin mor från Detroit till Kina. Redan första dagen hamnar han i trubbel genom att reta upp kvarterets busar i ett försök att försvara en flicka han nyss träffat. Problemen hopar sig och blir inte bättre av att hans plågoandar kan Kung-Fu. 
Dre ger igen men hamnar i ett läge där han hotas att bli ihjälslagen, då en gammal man, Mr Han (Jackie Chan), dyker upp och räddar honom. Mr Han visar sig vara en gammal Kung fu-mästare och lär sedan, till en början motvilligt, Dre självförsvarets ädla konst inför den Kung-Fu-turnering pojken blivit tvungen att delta i.
Nu förstår Dre att det enda sättet att få vapenvila är att träna upp sig och vinna turneringen. I samma stund lär sig Mr. Han att efter svåra stunder måste man gå vidare med sitt liv och inte fästa sig i stunden.

## Rollista
- Jaden Smith – Dre Parker
- Jackie Chan – Mr. Han
- Taraji P. Henson – Sherry Parker

### Fotnoter
1. ↑  ”The Karate Kid” (på engelska). Box Office Mojo. 11 juni 2010. http://www.boxofficemojo.com/movies/?id=karatekid2010.htm. Läst 5 september 2016.